# 雙小行星
雙小行星是兩顆小行星環繞著它們共同質量中心的系統，類似於聯星。伽利略號在1993年飛越(243) Ida，首度證實它是一對雙小行星，之後又檢測到許多雙小行星。
當雙小行星的兩顆有著相似的大小時，它們有時會被稱為“Binary companions”、“Double asteroids”或“Doublet asteroids”。(90) Antiope 就是真實的雙小行星的好例子。與小衛星，稱為小月球，組成的雙小行星更常被觀測到 (參見(22) Kalliope、(45) Eugenia、(87) Sylvia、(107) Camilla、(121) Hermione、(130) Elektra、(243) Ida、(283) Emma、(379) Huenna等等)，他們也稱為大小比例懸殊的高尺寸比雙小行星。
成對的隕石坑，如加拿大的清水湖，可能就是雙小行星造成的。
已經有好幾種雙小行星系統形成的理論被提出。最近的研究顯示它們都明顯有巨大的孔隙 ("碎石堆疊"的內部)。環繞著大主帶小行星的衛星，像是(22) Kalliope、(45) Eugenia或(87) Sylvia，是再一次側向的撞擊或分裂，才從母體分裂出來形成的。海王星外的雙小行星可能是在太陽系形成時互相捕獲，或在三體交互作用下形成的。在太陽系內側的近地小行星有可能是在與某一顆類地行星遭遇後，受到潮汐力扯裂而分裂的。在接近地球附近和內側的雙小行星相對較多的一個可能的解釋發表在自然期刊上 (2008年6月10日)：這一理論指出，當太陽能 (參見YORP效應) 使一顆“碎石堆疊“的小行星旋轉得足夠快時，物質會從小行星的赤道飛射出去；這個過程也會使小行星兩極的物質更新。